# Van Halen II
Van Halen II ist das zweite Studioalbum der US-amerikanischen Rockband Van Halen. Es erschien im März 1979 bei Warner Bros. Records und avancierte zum Millionenseller in den Vereinigten Staaten.

## Entstehung und Veröffentlichung
Die Erstveröffentlichung von Van Halen II erfolgte am 23. März 1979 bei Warner Bros. Records. Das Album erschien in seiner Originalausführung als LP mit zehn Titeln (Katalognummer: 56 616). Im Jahr 2000 erschien es erstmals als CD-Ausführung (Katalognummer: 9 47738-2).
Mit Ausnahme des Dee Dee Warwick Covers You’re No Good wurden alle Lieder gemeinsam von den Van-Halen-Mitgliedern Michael Anthony, Alex Van Halen, Edward Van Halen und David Lee Roth geschrieben. Wobei Edward Van Halen bei den Liedern Beautiful Girls und Dance the Night Away nicht am Schreibprozess beteiligt war. Für die Produktion zeichnete Ted Templeman verantwortlich.
Das Album besteht zum Teil aus Stücken, die bereits vor den Aufnahmen des Debüts existierten. Sie sind etwa auf Demos, die 1976 mit Gene Simmons (Kiss) und 1977 mit Templeman gemacht wurden, in abweichenden Versionen enthalten. Das Album wurde weniger als ein Jahr nach dem Debüt aufgenommen und veröffentlicht. Nur 48 Stunden nach dem Ende der ersten Tournee ging die Band im Januar 1979 ins Studio. In zehn Tagen wurde das Album aufgenommen. Overdubs gab es nur bei drei Stücken. Edward Van Halen nahm mit Spanish Fly ein Akustik-Stück für die Platte auf.

## Titelliste
1. You’re No Good – 3:12
2. Dance the Night Away – 3:04
3. Somebody Get Me a Doctor – 2:51
4. Bottoms Up! – 3:04
5. Outta Love Again – 2:49
6. Light up the Sky – 3:09
7. Spanish Fly – 0:58
8. D.O.A. – 4:07
9. Women in Love … – 4:05
10. Beautiful Girls – 3:55

## Singleauskopplungen
| Jahr | Titel                    | Höchstplatzierung, Gesamtwochen, AuszeichnungChartsChartplatzierungen (Jahr, Titel, , Platzierungen, Wochen, Auszeichnungen, Anmerkungen) | Anmerkungen                       |
| Jahr | Titel                    | US | Anmerkungen                       |
| ---- | ------------------------ | --- | --------------------------------- |
| 1979 | Dance the Night Away     | US15 (15 Wo.)US | Erstveröffentlichung: April 1979  |
| 1979 | Beautiful Girls          | US84 (4 Wo.)US | Erstveröffentlichung: August 1979 |
| 1979 | Somebody Get Me a Doctor | — | Erstveröffentlichung: August 1979 |

## Rezensionen
Stephen Thomas Erlewine von AllMusic nannte das Album beinahe einen Durchschlag des ersten Albums. Allerdings seien die Singleauskopplungen „leichter“ und „lustiger“ als alles auf dem Debüt. Die Wertung des Albums lag bei vier von fünf Sternen.

## Kommerzieller Erfolg

### Chartplatzierungen
Das Album avancierte mit Rang sechs zum Top-10-Erfolg in den US-amerikanischen Billboard 200. Darüber hinaus erreichte es Chartplatzierungen in den Niederlanden (Rang 11), Schweden (Rang 22), im Vereinigten Königreich (Rang 23) oder auch Deutschland (Rang 24).
| ChartsChartplatzierungen       | Höchstplatzierung | Wochen |
| ------------------------------ | ----------------- | ------ |
| Deutschland (GfK)              | 24 (6 Wo.)        | 6      |
| Vereinigte Staaten (Billboard) | 6 (47 Wo.)        | 47     |
| Vereinigtes Königreich (OCC)   | 23 (7 Wo.)        | 7      |

### Auszeichnungen für Musikverkäufe
Van Halen II verkaufte sich laut Quellen weltweit mehr als acht Millionen Mal, davon sind über 5,3 Millionen Einheiten mit Schallplattenauszeichnungen belegt.
| Land/Region               | Auszeichnungen für Musikverkäufe (Land/Region, Auszeichnung, Verkäufe) | Verkäufe  |
| ------------------------- | ---------------------------------------------------------------------- | --------- |
| Frankreich (SNEP)         | Gold                                                                   | 100.000   |
| Kanada (MC)               | 2× Platin                                                              | 200.000   |
| Niederlande (NVPI)        | Gold                                                                   | 50.000    |
| Vereinigte Staaten (RIAA) | 5× Platin                                                              | 5.000.000 |
| Insgesamt                 | 2× Gold · 7× Platin ·                                                  | 5.350.000 |

Hauptartikel: Van Halen/Auszeichnungen für Musikverkäufe